# Viveka Davis
Viveka Davis (* 19. August 1969 in Santa Monica, Kalifornien) ist eine US-amerikanische Filmschauspielerin.
Viveka Davis war seit Anfang der 1980er Jahre als Filmschauspielerin tätig. Neben zahlreichen Klein- und Nebenrollen spielte sie in den ersten beiden Staffeln von V – Die außerirdischen Besucher kommen als Polly Maxwell und 1987 die Doppelrolle Carole/Simone in Die Herzensbrecher von der letzten Bank. Seit 2001 ist sie schauspielerisch nicht mehr aktiv.
Insgesamt wirkte sie bei 46 Film- und TV-Produktionen mit.

## Filmografie (Auswahl)
- 1983–1984: V – Die außerirdischen Besucher kommen (V, Fernsehserie, 5 Folgen)
- 1982: Der Konflikt – Du oder Keine (Shoot the Moon)
- 1987: Sweet Surrender (Fernsehserie, 3 Folgen)
- 1987: Die Herzensbrecher von der letzten Bank (Student Exchange)
- 1991: Ricochet – Der Aufprall (Ricochet)
- 1991: Curly Sue – Ein Lockenkopf sorgt für Wirbel (Curly Sue)
- 1992: Man Trouble – Auf den Hund gekommen (Man Trouble)
- 1993: Lauras Schatten (I Can Make You Love Me)
- 1995: Naomi & Wynonna: Love Can Build a Bridge
- 1999: Message in a Bottle – Der Beginn einer großen Liebe (Message in a Bottle)
- 1999: EDtv
- 2000: Timecode
- 2000: Cast Away – Verschollen (Cast Away)